# Julien Warnant
Julien Warnant, né le 25 juin 1835 à Huy, et mort le 15 novembre 1910 à Liège, est un homme politique. Il a été membre de la chambre des représentants de Belgique et bourgmestre de Liège.

## Biographie
Il est le fils du joaillier Julien-Joseph Warnant et de Marie-Josèphe Henrotay. Il a épousé Herminie Baudriaye.
Il a obtenu un doctorat en droit (1859) de l'université de Liège et a vécu jusqu'à sa mort en tant qu'avocat à Liège. Il a été deux fois président du barreau de Liège.
Au niveau local, il a été élu au conseil communal de Liège et a été successivement conseiller (1866 à 1899), échevin (1867-1870) et le bourgmestre (1884-1885).
En 1876, il a été élu député libéral de l'arrondissement administratif de Liège et a accompli ce mandat jusqu'en 1894.
Il était en outre :
- Président du mont-de-piété de Liège ,
- Vice-président du Conservatoire Royal de Liège ,
- Membre de l'école industrielle à Huy du conseil d'administration .